# Bythinus burrellii
Bythinus burrellii är en skalbaggsart som beskrevs av Henry Denny 1825. Bythinus burrellii ingår i släktet Bythinus, och familjen kortvingar. Arten är reproducerande i Sverige.